# 3-Metilfuran
3-Metilfuran je organsko jedinjenje sa formulom C5H6O. Ono se formira reakcijom u gasnoj fazi hidroksil radikala sa izoprenom.
Inhalacija ovog jedinjenje je toksičn.